# Neli Aparecida de Mello-Théry
Neli Aparecida de Mello-Théry (Olímpia, 1955 - Paris, 6 de abril, 2021) foi uma geógrafa e professora universitária brasileira.

## Biografia
Nascida no interior paulista como Neli Aparecida de Mello, na cidade de Olímpia, Neli Aparecida fez sua graduação em Geografia na Universidade Federal de Goiás (UFG) entre 1974 a 1978, onde se graduou como geógrafa.
Em 1974, enquanto ainda cursava o bacharelado em Geografia na UFG, Neli ingressou no serviço público ao trabalhar no Instituto de Desenvolvimento Urbano e Regional do Estado de Goiás (INDUR), uma autarquia vinculada ao governo estadual goiano.
Durante a segunda metade da década de 1980 e início dos anos 1990, ela trabalhou em Brasília na área técnica do Conselho Nacional de Desenvolvimento Urbano (CNDU) vinculado ao extinto Ministério do Desenvolvimento Urbano e Meio Ambiente, entre 1985 a 1987, e do Instituto Brasileiro do Meio Ambiente e dos Recursos Naturais Renováveis (IBAMA), entre 1987 a 1991, chegando a ocupar o cargo de Diretora.
Na segunda metade da década de 1990, ela defendeu dissertação de mestrado em Arquitetura e Urbanismo na Universidade de Brasília em 1997 com o título de A urbanização pública do Distrito Federal e o comprometimento ambiental: o caso da sub-bacia do Riacho Fundo, sob a supervisão da professora Marta Adriana Bustos Romero, e aprofundou os seus estudos na França em 1999, quando obteve o título de DEA em Géographie et pratique du développement, equivalente ao mestrado, na Universidade Paris Nanterre, com pesquisa sobre bacias hidrográficas urbanas, sob a supervisão do professor Alain Dubresson.
Em seguida, ela ingressou no doutorado em Geografia na Universidade Paris Nanterre que realizou suas pesquisas em regime de co-tutela com o Departamento de Geografia da Universidade de São Paulo, vindo a defender sua tese denominada "Políticas Públicas Territoriais na Amazônia Brasileira: Conflitos entre Conservação Ambiental e Desenvolvimento" em 2002 sob a supervisão dos professores Wanderley Messias da Costa (pela USP) e Alain Musset pela universidade francesa. Durante o período em que desenvolveu suas pesquisas na França, ela ministrou aulas como professora visitante.
Aprovada por concurso público como professora da Universidade de São Paulo (USP) em 2005, ela foi lotada na Escola de Artes, Ciências e Humanidades da Universidade de São Paulo (EACH-USP), onde ensinou diversas disciplinas na graduação e pós-graduação naquela unidade, além de orientar dissertações de mestrado e teses de doutorado no período. Ela também desempenhou cargos acadêmicos como o de Vice-Diretora da EACH-USP, entre os anos de 2014 e 2018.
Em 2011, ela obteve junto à Universidade Rennes 2 a livre docência para o ensino superior francês (a Habilitation à diriger des recherches - HDR).
Na USP, Neli Aparecida ainda ministrou aulas e orientou investigações de mestrado e doutorado nos programas de pós-graduação stricto sensu em Ciência Ambiental (PROCAM) e em Geografia Humana (PPGH).
Por fim, após enfrentar um câncer, ela veio à óbito por esse doença em 6 de abril de 2021, com 65 anos de idade, deixando o seu esposo Hervé Théry, filhos e netos.

## Pensamento
Neli Aparecida de Mello-Théry era uma pesquisadora especialista em gestão territorial e ambiental com foco na região amazônica, desenvolvendo diversas atividades de pesquisa no âmbito da Geografia Política.
As investigações desenvolvidas por Neli Mello-Théry buscam esclarecer os efeitos das ações humanas sobre os territórios e as sociedades, em que ela articulava a problemática entre o global e o local, visto que era relevante compreender de que modo os territórios urbanos respondem aos processos socioeconômicos ou como os territórios rurais são impactados, em maior ou menor grau, pela globalização.
De acordo com o geógrafo espanhol Jesús González-Pérez, professor da Universidade das Ilhas Baleares, o pensamento de Neli Mello-Théry era fortemente comprometido com o socioambientalismo, ao afirmar que: "Medio ambiente, des arrollo sostenible y Amazonía entiendo que son temáticas y territorios preferentes, pero con capacidad de diversificar: desde el más reciente Atlas do   Brasil (disparidades y desequilibrios), pasando por políticas urbanas, sostenibilidad y gobernanza hasta reflexiones sobre la geopolítica de la COVID-19. A pesar de que yo investigo en temas aparentemente diferentes donde lo hacía la Dra. Mello-Thèry, entre los trabajos de la Neli ambientóloga y mis investigaciones en geografía urbana, siempre encontramos numerosas áreas de relación y coincidencia, tanto científica como ideológica: confianza en las políticas públicas, compromiso social y geografía crítica, y justicia social y espacial".

## Obras
- Atlas Geográfico do Estado de Goiás. Rio de Janeiro: GeoAtlas e Fundação INDUR, 1979 (em coautoria com C. CUNHA, J. A. SILVA e W. D. FONSECA).
- Políticas territoriais na Amazônia. São Paulo: Annablume Editora, 2006.
- Território e gestão ambiental na Amazônia: Terras públicas e os dilemas do Estado. São Paulo: Annablume, 2011.
- Atlas do Brasil, Disparidades e dinâmicas do território. 3. ed. São Paulo: Editora da Universidade de São Paulo, 2018 (em coautoria com Hervé Théry).

## Homenagens
- Biblioteca Neli Aparecida de Mello-Théry (acervo virtual de obras de geografia política da USP).[2]